# Gigi Marga
Gigi Marga (n. 22 aprilie 1929, București, România – d. 9 iunie 2020, New York City, New York, SUA) a fost o cântăreață română de muzică ușoară, cunoscută pentru melodii ca „Parfumul florilor de crin”, „Din mici nimicuri”, „Chemare”, „Nu știu ce să cred”, concerte în restaurantele din București și din New York, dar și pentru aparițiile televizate de revelion din timpul regimului comunist.

## Biografie
A copilărit la Râșnov.
A debutat în cariera muzicală în Corul Patriarhiei și a cântat în corul Filarmonicii „George Enescu”. Tatăl ei a murit pe când ea avea 14 ani. A studiat Științele Economice și Conservatorul, fiind repartizată pe postul de contabil la Întreprinderea Gaz Metan. A renunțat la cor și a fost angajată de casa de discuri Electrecord, unde a înregistrat mai multe piese cu Trio Grigoriu. În 1962 a câștigat un premiu la un concurs international de la Sopot, în Polonia. A fost căsătorită cu avocatul Nicolae Giurea, care a murit în 1985.
A emigrat în America în 1986, devenind cetățean american în 1987. S-a stabilit la New York și a continuat să cânte în restaurantele cu specific românesc din zonă.
A decedat pe 9 iunie 2020, la New York.

## Legături externe
- Gigi Marga la Discogs